# Forêt nationale Davy Crockett
La forêt nationale Davy Crockett est une forêt fédérale protégée situé au Texas, aux États-Unis.
Elle s'étend sur une surface de 655 km2, et a été créée en 1935.